# Lepthyphantes abditus
Lepthyphantes abditus este o specie de păianjeni din genul Lepthyphantes, familia Linyphiidae, descrisă de Tanasevitch, 1986. Conform Catalogue of Life specia Lepthyphantes abditus nu are subspecii cunoscute.